# Donato Castellaneta
Donato Castellaneta, né le 3 septembre 1931 à Rionero in Vulture et mort le 30 novembre 2014 à Rome, est un acteur italien.

## Filmographie
- 1961 : Les Guérilleros, film de Mario Camerini
- 1965 : La Mandragore, film de Alberto Lattuada
- 1970 : Michel Strogoff, film de Eriprando Visconti : Alcide Jolivet
- 1971 : W Django!, film de Edoardo Mulargia : Paco
- 1972 : La classe ouvrière va au paradis, drame d'Elio Petri[1] : Marx
- 1973 : Ancora una volta prima di lasciarci, film de Giuliano Biagetti
- 1974 : Lacombe Lucien, film de Louis Malle
- 1981 : Nu de femme, film de Nino Manfredi : Ciccio
- 1994 : Viaggio clandestino - Vite di santi e di peccatori (it), film de Raoul Ruiz
- 1994 : Da do da (it), film de Nico Cirasola
- 2002 : Pinocchio, film de Roberto Benigni
- 2005 : Le Tigre et la Neige, film de Roberto Benigni

Télévision
- 1970 : Qualcuno bussa alla porta
- 1971 : Léonard de Vinci, mini-série
- 1972 : Tre donne - L'automobile, de Alfredo Giannetti
- 1976 : Alle origini della mafia
- 1978 : Il balordo
- 1982 : Marco Polo, mini-série